# Андрієнко Віталій Опанасович
Віталій Опанасович Андрієнко (нар. 3 вересня 1938) — український математик, професор

## Біографія
В. О. Андрієнко народився 3 вересня 1938 року в с. Мала Корениха  Миколаївської області.
В 1960 році закінчив Одеський державний університет імені І. І. Мечникова та аспірантуру Московського державного університету імені М. В. Ломоносова.  В 1968 році захистив дисертацію на здобуття наукового ступеня кандидата фізико-математичних наук.
До 1977 року працював в Одеському університеті асистентом, старшим викладачем, доцентом, заступником декана.
В 1977 році перейшов до Одеського державного педагогічного інституту імені К. Д. Ушинського і до 1983 року обіймав посаду проректора з навчальної роботи. В 1983—1990 роках був завідувачем кафедри математичного аналізу. Потім працював доцентом, а з 1999 року — професором кафедри.
В 1998 році захистив дисертацію «Апроксимативні властивості ортогональних систем» і здобув науковий ступінь доктора фізико-математичних наук. Присвоєно вчене звання професора.
В 2002 році перейшов до Одеського університету на посаду професора кафедри математичного аналізу.

## Наукова діяльність
Наукові дослідження веде в галузі теорії функцій.
Є автором понад 100 наукових та науково-методичних праць.

#### Праці
- О скорости приближеня функций (С, 1) — средними их ортогональних розложений/ В. А. Андриенко.//Известия высших учебных заведений. Математика. — 1967. — № 8. — С. 3 — 15.
- Вложение некоторых классов функций/В. А. Андриенко.// Известия Академии Наук СССР. — 1967. — Т. 31. — Вып. 6. — С. 1311—1326. http://www.mathnet.ru/im2589%5Bнедоступне+посилання+з+жовтня+2019%5D
- О приближении функций средними Фейера/ В. А. Андриенко.// Сибирский математический журнал. — 1968. — № 1. — С. 3 — 12.
- Теоремы вложения для функцій одного переменного/ В. А. Андриенко.// Итоги науки и техники. –  Серия: Математика. Математический анализ. 1970. — 1971. — С. 203—262. http://mi.mathnet.ru/rus/intm/v8/p203%5Bнедоступне+посилання+з+жовтня+2019%5D
- О скорости суммирования ортогональных рядов методами Рисса/ В. А. Андриенко. // Доклады расширенных заседаний семинара института прикладной математики им. И. Н. Векуа. — 1985. — Т. 1. — № 2. — С. 9 — 12.
- О суммируемости ортогональних рядов методами Чезаро отрицательного порядка/ В. А. Андриенко//Известия высших учебных заведений. Математика. — 1988. — № 9. — С. 3 — 10.
- О скорости приближения средними Рисса ортогональних рядов/ В. А. Андриенко.// Математические заметки. — 1990. — Т. 48. — Вып. 5. — С. 3 — 14. /http://www.mathnet.ru/mz3380%5Bнедоступне+посилання+з+жовтня+2019%5D

## Нагороди
- Медаль «За освоєння цілинних земель»
- Медаль «Ветеран праці»
- Знак «Відмінник освіти України»